# Nandini Satpathy
Nandini Satpathy, née le 9 juin 1931 à Cuttack et morte le 4 août 2006 à Bhubaneswar, est une femme politique indienne.
Elle est la ministre en chef d'Odisha du 14 juin 1972 au 3 mars 1973 et du 6 mars 1974 au 16 décembre 1976.